# Ainol

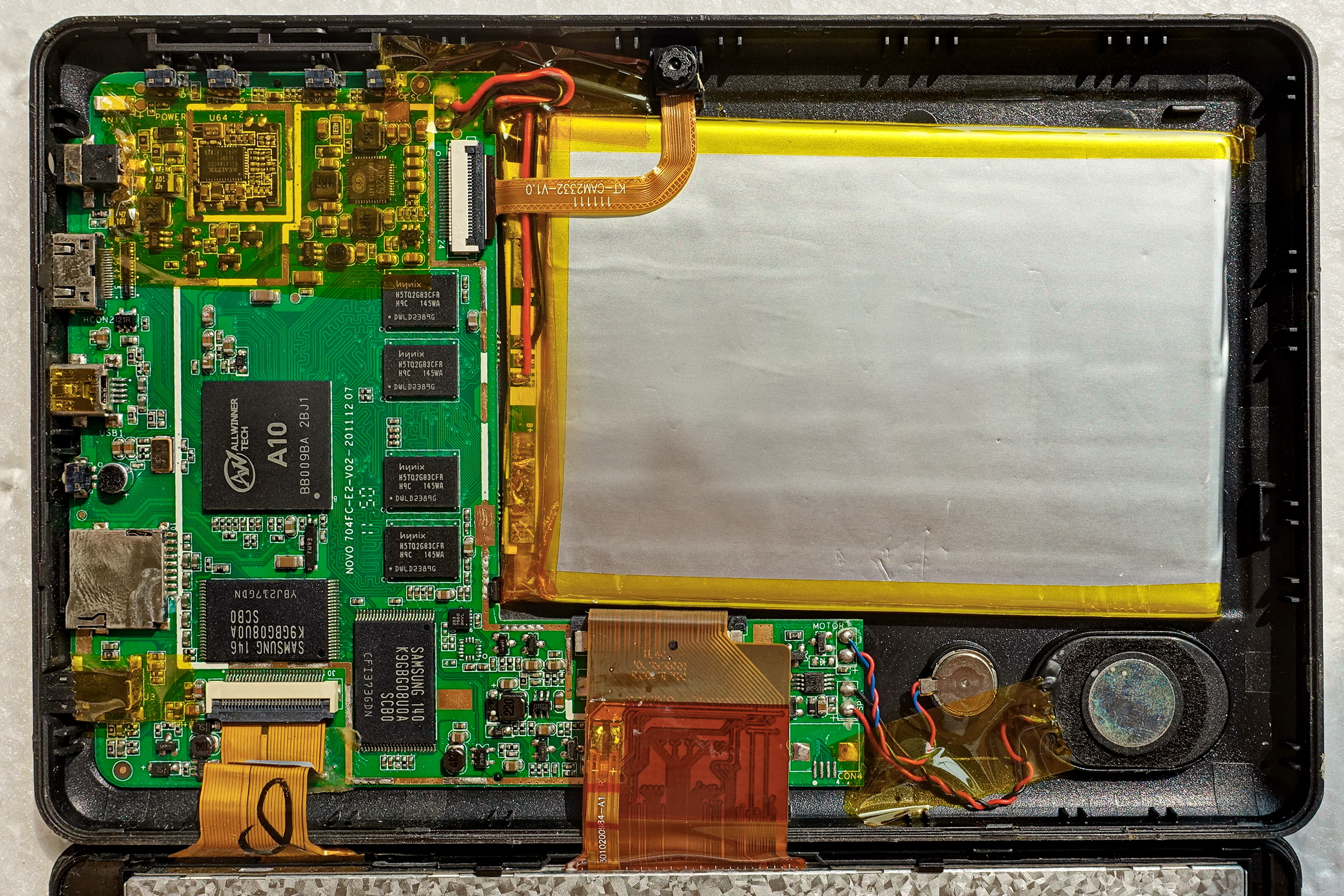
Ainol Novo 7 Elf

Shenzhen Ainol Electronics Co., Ltd. (chiń. 深圳艾诺电子有限公司) – chińskie przedsiębiorstwo elektroniczne, specjalizujące się w produkcji tabletów i przenośnych odtwarzaczy multimedialnych. Zostało założone w 2004 roku, a swoją siedzibę ma w Shenzhen (prowincja Guangdong).
Oferta przedsiębiorstwa obejmuje tablety, odtwarzacze MP4 i MP5, minikomputery (mini PC), urządzenia GPS i urządzenia ubieralne. Oprócz projektowania urządzeń pod własną marką Ainol prowadzi także produkcję OEM. 
W grudniu 2011 r. Ainol wprowadził na rynek pierwszy tablet działający pod kontrolą systemu Android 4.0 Ice Cream Sandwich.